# Werner Fenchel

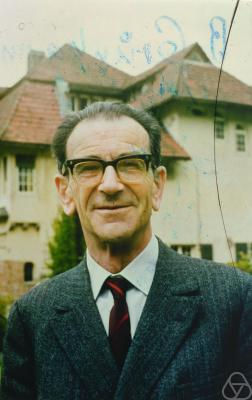
Werner Fenchel (1972)

Moritz Werner Fenchel (* 3. Mai 1905 in Berlin; † 24. Januar 1988 in Kopenhagen) war ein dänischer Mathematiker mit deutschen Wurzeln.

## Leben
Fenchel war der Sohn eines Kaufmanns, sein jüngerer Bruder war der Architekt Heinz Fenchel. Er studierte ab 1923 Mathematik und Physik (bei Erwin Schrödinger) an der Humboldt-Universität Berlin, wo er 1928 bei Ludwig Bieberbach promoviert wurde (Über Krümmung und Windung geschlossener Raumkurven, Mathematische Annalen Bd. 101, 1929, S. 238). Ab 1928 bis 1933 war er Assistent von Edmund Landau an der Universität Göttingen. 1930 war er als Rockefeller-Stipendiat zu Gastaufenthalten in Kopenhagen bei Harald Bohr und Tommy Bonnesen und in Rom bei Tullio Levi-Civita. Nach der Machtübergabe an die Nationalsozialisten 1933 floh er nach Dänemark, wo er sich mit Übersetzungen und als Redakteur des Zentralblatts für Mathematik durchschlug und wissenschaftlicher Mitarbeiter am mathematischen Seminar der Universität Kopenhagen war, bevor er 1938 an der Technischen Hochschule in Kopenhagen lehrte. Ab 1942 war er Lektor für Mathematik an der Universität Kopenhagen. 1943 flüchtete er nach Schweden, wo er bis 1945 in Lund an der dänischen Schule unterrichtete. Ab 1947 war er Dozent an der Technischen Hochschule in Kopenhagen. Von 1949 bis 1951 war er in den USA an der University of Southern California, der Stanford University und der Princeton University. Ab 1952 war er Mechanik-Professor an der Technischen Hochschule in Kopenhagen und ab 1956 Professor an der Universität Kopenhagen. 1974 emeritierte er.
Fenchel beschäftigte sich u. a. mit Differentialgeometrie, Geometrie der Zahlen und Theorie der Konvexität, später mit den diskontinuierlichen Bewegungsgruppen in der nichteuklidischen Ebene. Mit Jakob Nielsen ist er Namensgeber für die Fenchel-Nielsen-Koordinaten im Teichmüller-Raum.
1946 wurde er in die Königlich Dänische Akademie der Wissenschaften aufgenommen. Er war auch Mitglied der Physiographischen Gesellschaft in Lund und der Bayerischen Akademie der Wissenschaften. 1958 bis 1962 war er Vorsitzender der dänischen Mathematikervereinigung und später ihr Ehrenmitglied. Er gab die gesammelten Werke von Jakob Nielsen heraus.
Er war seit 1933 mit Käte Sperling (1905–1983) verheiratet, ebenfalls eine Mathematikerin und Jüdin, die aus Deutschland flüchtete und den Zeitumständen entsprechend nicht promovieren konnte. Sie machte 1928 in Berlin ihr Lehrerexamen in Mathematik, war zeitweise Mathematiklehrerin, veröffentlichte einige Aufsätze über Gruppentheorie und lehrte Ende der 1960er Jahre in Teilzeit in Aarhus an der Universität.

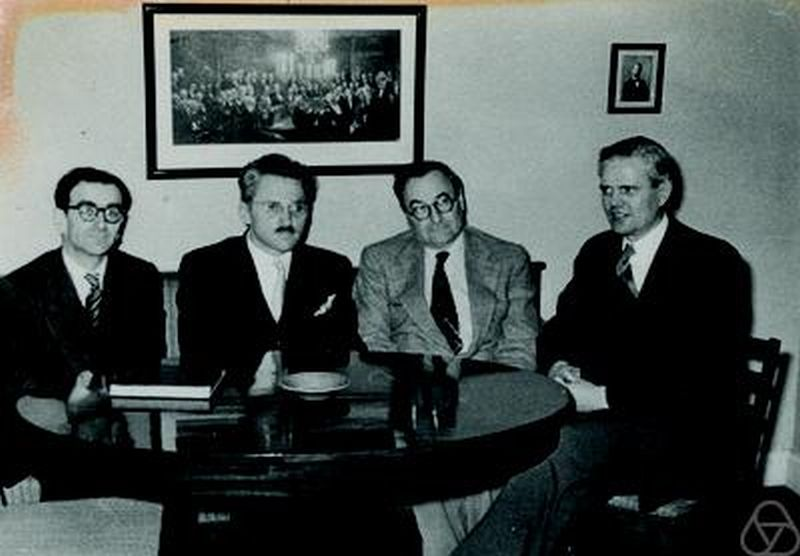
Werner Fenchel (links) mit Alexandrow, Herbert Busemann, Børge Jessen 1954

Zu Fenchels Studenten gehört Peter Scherk (Mathematiker).

## Schriften
- Mit Tommy Bonnesen: Theorie der konvexen Körper (= Ergebnisse der Mathematik und ihrer Grenzgebiete, 1. Folge. Band 3). Julius Springer, Berlin 1934, ISBN 3-642-47131-5, doi:10.1007/978-3-642-47404-0 (korrigierter Reprint 1974).
- Mit Tommy Bonnesen: Elementary Geometry in hyperbolic space. de Gruyter 1989.
- Erinnerungen aus der Studienzeit. In: Jahrbuch Überblicke Mathematik. BI Verlag 1980.
- Convexity through the ages. In: Gruber, Wills (Hrsg.): Convexity and its applications. Birkhäuser 1983.